# 新美术学院
新美术学院（意大利语：Nuova Accademia di Belle Arti，缩写为NABA）是一所私立美术学院，于1980年创立于意大利米兰，现有两个校区，分别位于米兰和罗马。该学院加入了伊拉斯謨計劃，通过此计划招收留学生和交换生。

## 历史
新美术学院于1980年在米兰创立。20世纪90年代，该学院加入了欧洲艺术学院联盟。1995年，该学院获得了米兰市于1994年颁发的，每年发放四十份的“Ambrogino”公民荣誉证书。2008年，该学院在普利茅斯大学的Planetary-Collegium研究平台上设立了一个用以提供各种艺术和技能博士课程的教学中心。该学院于2002年被米兰的Bastogi控股公司收购。2009年12月，Bastogi公司以2200万欧元的价格将其卖给马里兰州巴尔的摩的劳瑞德国际教育集团。2014年，该学院被《Domus》杂志列入设计学院五十强的行列。2018年，该学院加入了伽利略全球教育集团。2021-22年，NABA新美術學院獲QS「藝術與設計」類世界排名51-100，為義大利唯一進入世界百大的美術學院。

## 资格认证
新美术学院被意大利教育部列入高等艺术和音乐教育系统的音乐，艺术和舞蹈学院中，“法律认可的学院”分类，被认为与传统大学等同。